# Costa (Lousame)
Costa (Oficialmente A Costa) es una aldea situada en la parroquia de Lousame en el municipio de Lousame, provincia de La Coruña, Galicia, España. 
En 2021 tenía una población de 21 habitantes (12 hombres y 9 mujeres). Está situada a 64 metros sobre el nivel del mar a 1,2 km de la cabecera municipal. Las localidades más cercanas son Portobravo, Quintáns y Berrimes.